# 奧布河
奧布河（法語：Aube，法語發音：[ob] ⓘ）是法國的河流，屬於塞纳河的右支流，河道全長248公里，流域面積3,600平方公里，平均流量每秒34立方米，發源自朗格勒高原，河口處在塞纳河畔马西伊附近。

## 外部連結
- http://www.geoportail.fr（页面存档备份，存于）
- Sandre数据库中的奥布河 Wikiwix的存檔，存档日期2011-02-24